# Turó de Can Xandri
El Turó de Can Xandri és una muntanya de 426 metres que es troba al municipi de Castellví de Rosanes, a la comarca del Baix Llobregat.